# Ana Proročica
Sveta Ana Proročica (Izrael, 1. stoljeće) bila je službenica u Jeruzalemskom hramu.

## Životopis
U Lukinom Evanđelju (Lk 2,36-38) spominje se kao kći Penuela (Fanuela) iz židovskog plemena Ašera. Udala se u dobi od 14 godina. Nakon sedam godina zajedničkog života njezin suprug je preminuo, a ona je kao udovica prešla u službu u Jeruzalemski Hram. Bila je učiteljica i odgojiteljica djevojčica iz Davidovog kraljevskog roda. Pomagala je Blaženoj Djevici Mariji od njenog prikazanja u hramu do zaruka sa Svetim Josipom. U dobi od 84 godine, potaknuta Duhom Svetim bila je prisutna, zajedno sa Starcem Šimunom, Isusovom prikazanju u Hramu.

## Vanjska poveznice
Ostali projekti
|  | Zajednički poslužitelj ima još gradiva o temi Ana Proročica |
|  | Wikizvor ima izvorni tekst Ana i dijete Isus                |